# Premi Especial (Premis Feroz)
El Premi Especial era un premi que s'entrega anualment com a part dels Premis Feroz, creats per l'Associació d'Informadors Cinematogràfics d'Espanya, a aquella pel·lícula que es considerava que havia merescut una millor carrera comercial. Fins a l'any 2019 aquests premis no tenien nominats, sinó que simplement s'entregaven a la pel·lícula guanyadora.

## Guanyadors
| Edició | Any  | Guanyadora            |
| ------ | ---- | --------------------- |
| I      | 2014 | Ilusión               |
| II     | 2015 | Costa da Morte        |
| III    | 2016 | B, la película        |
| IV     | 2017 | La mort de Louis XIV  |
| V      | 2018 | Life and Nothing More |
| VI     | 2019 | Entre dos aguas       |
| VII\|  | 2020 | Sordo                 |
| VII\|  | 2021 | My Mexican Bretzel    |